# Zsálya (keresztnév)
A Zsálya újabb névalkotás a zsálya (növény) nevéből.

## Gyakorisága
Az 1990-es években egyedi név volt, a 2000-es években nem szerepel a 100 leggyakoribb női név között.

## Névnapok
- január 11.[2]
- október 28.[2]